# Norberto Méndez
 (novembre 2011).
Si vous disposez d'ouvrages ou d'articles de référence ou si vous connaissez des sites web de qualité traitant du thème abordé ici, merci de compléter l'article en donnant les références utiles à sa vérifiabilité et en les liant à la section « Notes et références ».
Pour les articles homonymes, voir Mendez.
Norberto Méndez dit Tucho Méndez, né le 5 janvier 1923 à Buenos Aires et décédé le 22 juin 1998  à Buenos Aires, était un footballeur argentin.

## Biographie
Il est considéré comme l'un des plus grands attaquants de l'époque de l'histoire de ce pays[réf. nécessaire].
Il a inscrit 19 buts en équipe d'Argentine entre 1946 et 1955, dont 17 en Copa América (ce qui en fait le meilleur buteur de l'histoire de la compétition, à égalité avec le Brésilien Zizinho).

## Clubs
- 1941-1947 puis 1957-1958 :  Huracán (216 matches, 68 buts)
- 1948-1954 :  Racing Club (129 matches, 49 buts)
- 1955-1956 :  Tigre (47 matches, 7 buts)

Total : 392 matches, 123 buts

## Palmarès
- Championnat d'Argentine : 1949, 1950, 1951 (avec le Racing)
- Copa América : 1945, 1946, 1947 (avec l'Argentine)